# Campeonato Esloveno de Futebol de 2015-16
O Campeonato Esloveno de Futebol de 2015-16, oficialmente em Língua eslovena e por questões de patrocínio "Telekom Slovenije Liga 15/16", (organizado pela Associação de Futebol da Eslovênia) foi a 25º edição do campeonato do futebol de Eslovênia. Os clubes jogavam em turno e returno - duas vezes. O campeão se classificava para a Liga dos Campeões da UEFA de 2016–17 e o vice e o terceiro se classificavam para a Liga Europa da UEFA de 2016–17. O último colocado era rebaixado para o Campeonato Esloveno de Futebol de 2016-17 - Segunda Divisão. O penúltimo jogava playoffs com o vice campeão do ascenso.

## Participantes
| Equipe      | Cidade      | Região               | No ano anterior                                                                                | Estádio                     | Capacidade | Títulos | Participações |
| ----------- | ----------- | -------------------- | ---------------------------------------------------------------------------------------------- | --------------------------- | ---------- | --- | ------------- |
| Celje       | Celje       | Savinjska            | Vice Campeão                                                                                   | Estádio Z'dežele            | 13.059     | 0 (não possui) | 25            |
| Gorica      | Nova Gorica | Goriška              | Ganhador dos playoffs com clube do Campeonato Esloveno de Futebol de 2014-15 - Segunda Divisão | Parque Desportivo Gorica    | 3.066      | 4 (1995-96, 2003-04, 2004-05, 2005-06)                                                                                     | 25            |
| Maribor     | Maribor     | Podravska            | Campeão                                                                                        | Estádio Ljudski vrt         | 12.435     | 12 (1996-97, 1997-98, 1998-99, 1999-2000, 2000-01, 2001-02, 2002-03, 2008-09, 2010-11, 2012-13, 2011-12, 2012-13, 2014-15) | 24            |
| Koper       | Koper       | Litoral-Kras         | Oitavo Lugar                                                                                   | Estádio Bonifika            | 4.047      | 1 (2009-10) | 22            |
| Domžale     | Domžale     | Eslovénia Central    | Terceiro Lugar                                                                                 | Parque Desportivo Domžale   | 3.212      | 2 (2006-07, 2007-08) | 17            |
| Rudar       | Velenje     | Savinjska            | Sexto Lugar                                                                                    | Estádio Municipal Ob Jezeru | 1.400      | 0 (não possui) | 21            |
| NK Olimpija | Liubliana   | Eslovénia Central    | Quarto Lugar                                                                                   | Parque Desportivo Stožice   | 16.038     | 0 (não possui) | 7             |
| Zavrč       | Zavrč       | Podravska            | Quinto Lugar                                                                                   | Parque Desportivo Zavrč     | 532        | 0 (não possui) | 3             |
| Krka        | Novo Mesto  | Eslovénia do Sudeste | Sétimo Lugar                                                                                   | Estádio Portoval            | 500        | 0 (não possui) | 5             |
| Krško       | Krško       | Baixo Posavje        | Acesso pelo Campeonato Esloveno de Futebol de 2013-14 - Segunda Divisão                        | Estádio Matija Gubec        | 1.470      | 0 (não possui) | 1             |

### Resultados do Campeonato
| Pos | Equipe                 | Pts | J  | V  | E  | D  | GP | GC | SG  | Classificação ou descenso                                                              |
| --- | ---------------------- | --- | -- | -- | -- | -- | -- | -- | --- | -------------------------------------------------------------------------------------- |
| 1   | Olimpija Ljubljana (C) | 74  | 36 | 22 | 8  | 6  | 75 | 25 | +50 | Classificado para a Liga dos Campeões da UEFA de 2016–17                               |
| 2   | Maribor                | 68  | 36 | 19 | 11 | 6  | 78 | 37 | +41 | Classificado para a Liga Europa da UEFA de 2016–17                                     |
| 3   | Domžale                | 55  | 36 | 14 | 13 | 9  | 46 | 31 | +15 | Classificado para a Liga Europa da UEFA de 2016–17                                     |
| 4   | Gorica                 | 52  | 36 | 15 | 7  | 14 | 48 | 49 | −1  | Classificado para a Liga Europa da UEFA de 2016–17                                     |
| 5   | Celje                  | 45  | 36 | 11 | 12 | 13 | 32 | 46 | −14 |                                                                                        |
| 6   | Krško                  | 41  | 36 | 10 | 11 | 15 | 24 | 48 | −24 |                                                                                        |
| 7   | Rudar Velenje          | 41  | 36 | 11 | 8  | 17 | 34 | 52 | −18 |                                                                                        |
| 8   | Koper                  | 40  | 36 | 11 | 7  | 18 | 40 | 54 | −14 |                                                                                        |
| 9   | Zavrč (R)              | 40  | 36 | 9  | 13 | 14 | 32 | 41 | −9  | Joga playoffs com clube do Campeonato Esloveno de Futebol de 2015-16 - Segunda Divisão |
| 10  | Krka (R)               | 34  | 36 | 8  | 10 | 18 | 30 | 56 | −26 | Rebaixamento para o Campeonato Esloveno de Futebol de 2016-17 - Segunda Divisão        |

1. ↑  Maribor se qualificou para a Liga Europa por vencer a Copa da Eslovénia 2015-16.
2. 1 2  Krško se posicionou à frente pelos seguintes confrontos: Rudar–Krško 1–1, Krško–Rudar 0–0, Rudar–Krško 0–1, Krško–Rudar 1–1.
3. 1 2  Koper se posicionou à frente pelos seguintes confrontos: Zavrč–Koper 1–0, Koper–Zavrč 3–1, Zavrč–Koper 1–3, Koper–Zavrč 1–0.

## Campeão
| Campeão Esloveno 2015-16                    |
| ------------------------------------------- |
| NK Olimpija (Liubliana) (1º título) Campeão |